# ランディ・コリー
ランディ・コリー（Randy Adrian Colley、1950年5月2日 - 2019年12月14日）は、アメリカ合衆国のプロレスラー。ミシガン州フリント出身。
1980年代よりWWFをはじめ各地の団体で活躍したタッグチーム "ザ・ムーンドッグス" のオリジナル・メンバーであり、ムーンドッグ・レックス（Moondog Rex）のリングネームで知られた。

## 来歴
1971年のデビュー後、フロリダ、ジョージア、テキサス、テネシー、アラバマなど各地をさまざまなリングネームで転戦。アラバマでは1977年にジム・ダルトンとのコンビでリップ・タイラー&エディ・サリバンとNWAガルフ・コースト・タッグ王座を争った。1978年にはタイラーの仲介で国際プロレスへの来日が予定されていたが、負傷のため中止になっている。
1979年から1980年にかけては覆面タッグチームのジ・アサシンズ（The Assassins）を結成して活動。テネシーではアサシン1号（Assassin #1）として2号のロジャー・スミスやクルト・フォン・ヘスをパートナーに、リッキー・ギブソン&ロバート・ギブソン、ビル・ロビンソン&ケン・ルーカスなどのチームとAWA南部タッグ王座を賭けて抗争。ジョージアでは初代アサシンズのジョディ・ハミルトンが1号、自身が2号（Assassin #2）となって、ミネソタ・レッキング・クルー（オレイ&ラーズ・アンダーソン）やミスター・レスリング1号&2号とNWAジョージア・タッグ王座を争った。
1980年末、野獣系ギミックのムーンドッグ・レックス（Moondog Rex）に変身してWWFに登場。キャプテン・ルー・アルバーノをマネージャーに迎え、カナダ出身のムーンドッグ・キングをパートナーにザ・ムーンドッグス（The Moondogs）を結成する。翌1981年3月17日、ペンシルベニア州アレンタウンにてトニー・ガレア&リック・マーテルを破り、WWFタッグ王座を獲得。カナダでの犯罪歴が発覚したキングがアメリカに入国できなくなると、ムーンドッグ・スポットを新パートナーに防衛戦を行い、同年6月8日にはニューヨークのマディソン・スクエア・ガーデンにて、藤波辰巳&谷津嘉章の挑戦も受けた。
王座陥落後もスポットとのムーンドッグスでの活動を続け、NWAのジョージア地区やミッドアトランティック地区、プエルトリコのWWCなどを転戦。1983年はアサシンズとしても活動したメンフィスのCWAに登場、4月4日にファビュラス・ワンズ（スティーブ・カーン&スタン・レーン）からAWA南部タッグ王座を奪取している。

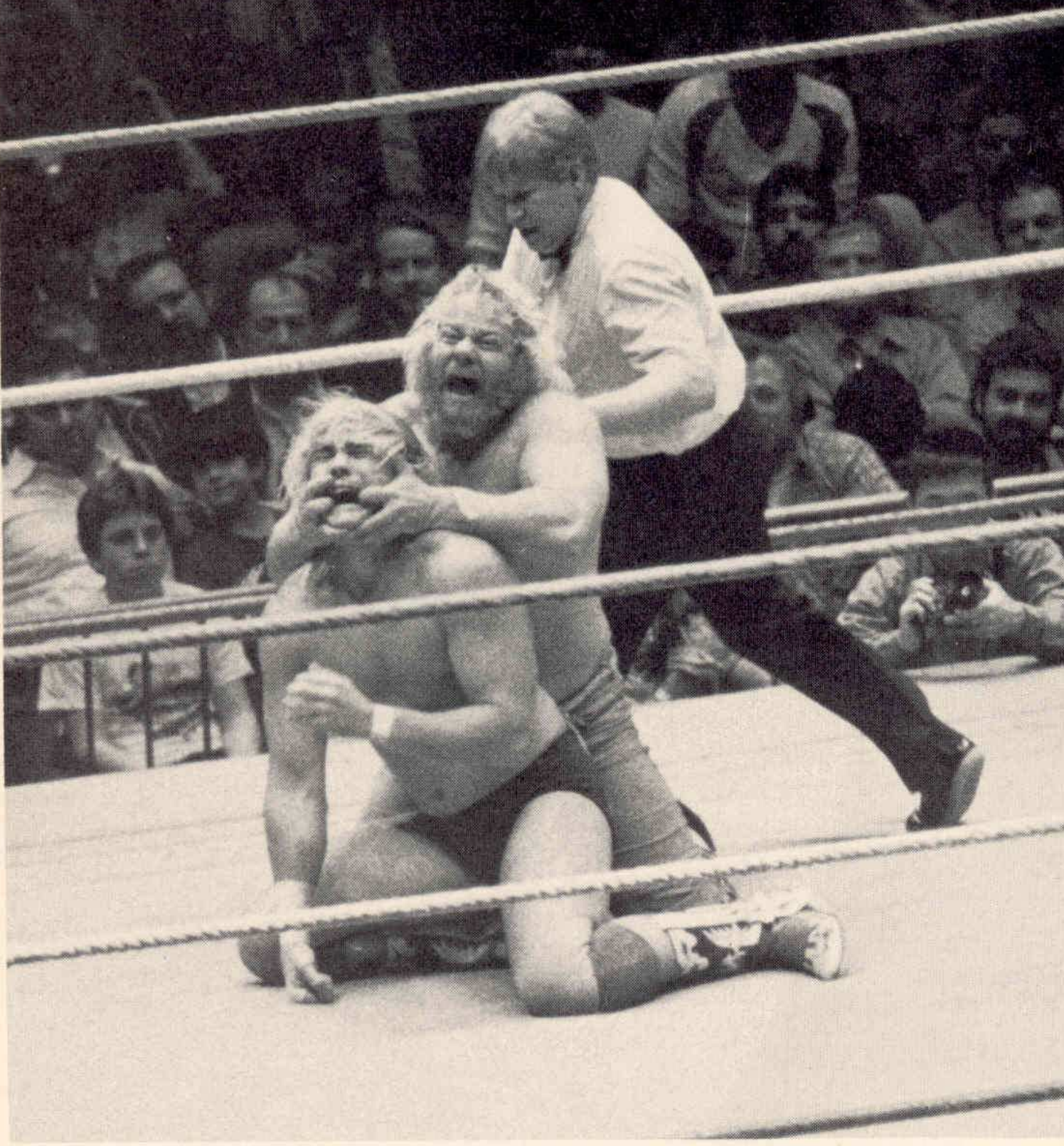
バリー・ウインダムを攻撃するレックス（1985年）

1984年より揃ってWWFに復帰し、USエクスプレス（バリー・ウインダム&マイク・ロトンド）、ブリティッシュ・ブルドッグス（ダイナマイト・キッド&デイビーボーイ・スミス）、キラー・ビーズ（ジム・ブランゼル&ブライアン・ブレアー）などベビーフェイスのタッグチームのジョバーを1987年まで担当。シングルでは1984年8月29日、トロントでのTVテーピングにてWWF世界ヘビー級王者ハルク・ホーガンのジョバーを務めたこともある。
1985年にはWWFを一時離れ、ビル・ワットの主宰していたMSWAに単独で参戦し、覆面レスラーのザ・ナイトメアー（The Nightmare）に変身。5月22日のルイジアナ州シュリーブポートでのTVテーピングにおいて、リック・フレアーとエディ・ギルバートの干渉によってミッドサウス北米ヘビー級王座をテリー・テイラーから奪取した。翌1986年4月には、当時MSWAとの提携ルートを持っていた新日本プロレスに本名で初来日している（表記は「ランディ・コーレイ」）。
1987年1月、NWAのロード・ウォリアーズへの対抗馬としてWWFがプロデュースしたデモリッションのメンバーとなり、デモリッション・アックスのパートナーとして、ペイントレスラーのデモリッション・スマッシュ（Demolition Smash）に扮する。プレ・デビュー戦を行ったものの、長年WWFを主戦場としていたコリーはファンの間で正体が割れていたためメンバーから外されることになり、NWAから移籍してきたバリー・ダーソウが最終的にスマッシュ役に起用された。WWF離脱後はスポットとも袂を分かち、デトロイト・デモリッション（Detroit Demolition）を名乗って古巣のアラバマやテネシー地区で活動した。
以後、オットー・ワンツが主宰していたキャッチ・レスリング・アソシエーションなどへの転戦を経て、1990年にWCWに登場。1991年には隻眼のアウトロー、デッドアイ・ディック（Deadeye Dick）に変身し、ダッチ・マンテルやブラック・バートとザ・デスペラードス（The Desperados）なる無法者ユニットを結成した。活躍を果たすことはなかったものの、彼自身はこのギミックを楽しんでいたという。引退後の1994年には、WWFのステロイド裁判に検察側の証人として出廷した。
2009年12月12日、ニュージャージー州のラディソン・ホテルで行われたオールドタイマーの表彰イベント "K&S Wrestlefest" に、ドリー・ファンク・ジュニア、スーパースター・ビリー・グラハム、スカンドル・アクバ、スティーブ・ウィリアムス、ビル・ダンディーらと共にVIPゲストとして出席。公の場へ久々に姿を見せた。
2019年12月14日、69歳で死去。

## 得意技
- パワースラム
- エルボー・ドロップ
- ビッグ・スプラッシュ
- ベアハッグ
- ペンデュラム・バックブリーカー

## 獲得タイトル
ガルフ・コースト・チャンピオンシップ・レスリング / コンチネンタル・チャンピオンシップ・レスリング
- NWAガルフ・コースト・タッグ王座：1回（w / ジム・ダルトン）[5]
- NWAコンチネンタル・タッグ王座：1回（w / ボブ・カーター）

ジョージア・チャンピオンシップ・レスリング
- NWAジョージア・タッグ王座：2回（w / ジョディ・ハミルトン）[9]

ワールド・レスリング・フェデレーション
- WWFタッグ王座：1回（w / ムーンドッグ・キング）[10] ※後にムーンドッグ・スポットにパートナーを変更[11]

コンチネンタル・レスリング・アソシエーション
- AWA南部タッグ王座：5回（w / ロジャー・スミス、クルト・フォン・ヘス×3、ムーンドッグ・スポット）[8][21]

ワールド・レスリング・カウンシル
- WWC世界タッグ王座：1回（w / ムーンドッグ・スポット）
- WWC北米タッグ王座：1回（w / ムーンドッグ・スポット）
- WWCカリビアン・タッグ王座：1回（w / ムーンドッグ・スポット）

ミッドサウス・レスリング・アソシエーション
- ミッドサウス北米ヘビー級王座：1回[15]
- ミッドサウス・タッグ王座：1回（w / エディ・ギルバート）[22]